# Parellisina latirostris
Parellisina latirostris är en mossdjursart som beskrevs av Osburn 1940. Parellisina latirostris ingår i släktet Parellisina och familjen Calloporidae.
Artens utbredningsområde är Mexikanska golfen. Inga underarter finns listade i Catalogue of Life.